# Chiesa di Santa Maria in Montibus
La chiesa di Santa Maria in Montibus è un edificio sacro situato a Civitella Marittima, nel comune di Civitella Paganico.
Citata sin dal 1143, è stata totalmente trasformata nel corso del XIX e XX secolo.
È di aspetto molto semplice, a pianta rettangolare, cui si accede dal fianco sinistro. All'interno una acquasantiera e, sull'altare a sinistra, la tavola cinquecentesca, ridipinta, raffigurante i Santi Ansano Fabiano e Sebastiano.
All'esterno si eleva il campanile a intonaco in laterizi di probabile fattura seicentesca.

## Collegamenti esterni

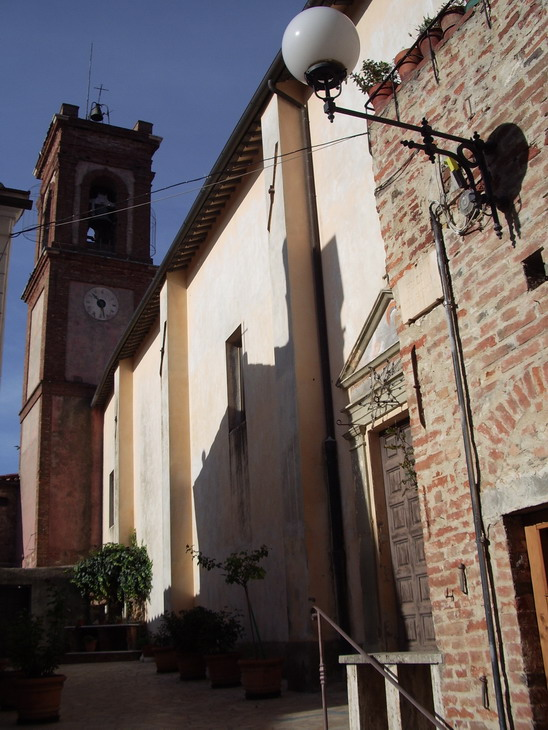
Fianco laterale della chiesa